# باي تشوي

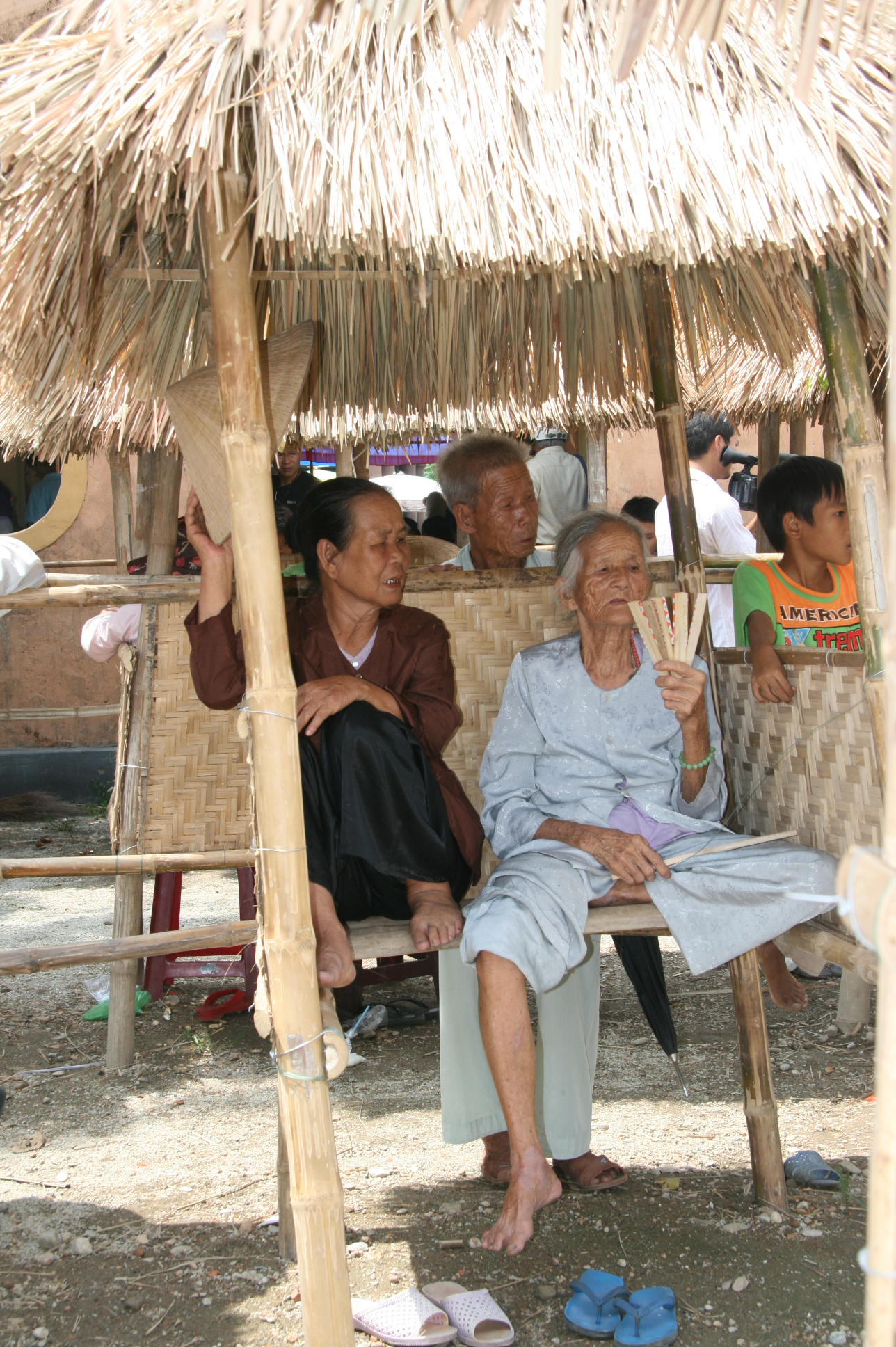
سيدتان عجوزتان تلعبان لعبة باي تشوي

باي تشوي هو مزيج من الفنون في وسط فيتنام بما في ذلك الموسيقى والشعر والتمثيل والرسم والأدب، حيث يطغى فيها الترفيه والتواصل الاجتماعي داخل المجتمعات القروية. تم إدراجها في قائمة اليونسكو للتراث الثقافي غير المادي للإنسانية في عام 2017. وقد تم الاعتراف بباي تشوي كتراث ثقافي وطني غير مادي لفيتنام خلال الفترة 2014-2016 من قبل وزارة الثقافة والرياضة والسياحة.
تتضمن ألعاب وعروض Bài Chòi لعبة ورق مشابهة للعبة البنغو، يتم تشغيلها مع الأغاني والموسيقى التي يؤديها فنانو Hieu، خلال Tết Nguyên Đán.